# (6960) 1989 AL5
A (6960) 1989 AL5 a Naprendszer kisbolygóövében található aszteroida. Robert H. McNaught fedezte fel 1989. január 4-én.